# José Joaquín de Herrera
José Joaquín de Herrera född 23 februari, 1792, Xalapa, Veracruz och död 10 februari, 1854, Mexico City var mexikansk militär, politiker och landets president 3 gånger 1844, 1844-1845 och 1848-1851.